# Oblast de Dnipropetrovsk
Dnipropetrovsk ou Dnipropėtrovsk (ucraniano: Дніпропетровськ) é uma região (óblast) da Ucrânia, sua capital é a cidade de Dnipro. A província foi criada em 27 de fevereiro de 1932.
A região é cortada em leste e oeste pelo Rio Dniepre, principal fluxo d'água na Ucrânia. É em ambas as margens do Rio que se localiza a capital. 
De acordo com o censo de 2001, a população da região era composta de 79,3% de ucranianos, 17,6% de russos e 3,1% de outros grupos étnicos.